# フォルケスコーレ
フォルケスコーレ（Folkeskole, 英：people's school）は、デンマークの義務教育レベルの学校である。6歳から16歳までのすべての子供に無料で開かれている。日本では、小学校と中学校にあたる。約8割の子供がこのフォルケスコーレに通っている。

## 目的
フォルケスコーレ法令（Folkskole Act）では、「フォルケスコーレは、生徒が民主主義社会の一員としての役割を全う出来るよう、教育すること」と定めている。また
- フォルケスコーレは、生徒が高等教育へと進むための知識と技術を身に付けられるよう、また更なる教育を受ける意欲を掻き立てられるよう教えること。
- フォルケスコーレは、生徒が自由で民主的な社会に参加し、責任を負い、権利と義務を理解出来るように教育すること。それゆえ、学校での日常的な活動は、知的自由、平等、民主主義の精神のもと行われること。
- 生徒と彼らの親は、フォルケスコーレの目的が遂行されるよう、学校と協働すること。

などが定められている。

## 科目
科目は「文科系」「実技/芸術系」「理系」の3つの領域に分かれている。「文系」ではデンマーク語（全学年）、英語（3～9年生）、宗教（全学年）、歴史（3～9年生）、社会（8、9年生）が、「実技/芸術系」では体育（全学年）、音楽（1～6年生）、ビジュアルアーツ(視覚芸術）（1～5年生)が、「理系」では数学（全学年）、自然科学（1～6年生）、地理学（7～9年生）、生物学（7～9年生)、物理学/科学（7～9年生）が教えられている。7年生からはドイツ語かフランス語を学ぶ。その他、交通安全教育、健康/性/家庭教育、職業教育が義務として教えられる。

## クラス
- 1クラスの生徒は28人以下であることが法により定められている。実際の平均生徒数は約20人である[3]。
- すべてのクラスに担任教師がいる。
- 教師と生徒の割合は1：10.7。教師の約7割が女性で、その約半数が45歳以下である[4]。
- 1～9年生の他に0学年と10学年があり、これらは選択制である。

①0学年
就学前の子供が学校生活に馴染めるようにと設置されている。幼稚園と学校との橋渡しのような役目である。

②10学年

9学年を修了した生徒が高等教育を受けるにあたり、一般教養能力をさらに必要とした場合に進む。
10学年を修了すると、国家資格フレームワーク（NQF）レベル2に認定される。。

## 義務教育修了試験
9学年または10学年の修了の証として、生徒は義務教育修了試験を受ける（9年生は全員が義務、10年生は希望する場合のみ）。すべての試験における基本的なルールは全国で統一されており、筆記試験と口頭試験の両方で実施される。
9学年の修了試験は、デンマーク語、英語、宗教、歴史、社会、数学、地理学、生物学、自然科学/化学から成っており、ドイツ語とフランス語は選択制である。
合格／不合格の基準ではなく、7段階のスコア（7-point grading scale）で示される。このスコアは高等教育に進む際、考慮される。
- 12: 顕著に良好（excellent performance） [6]
- 10: とても良好（very good performance） [6]
- 7: 良好（good performance） [6]
- 4: 適切である（fair performance） [6]
- 02: 十分である（adequate performance） [6]
- 00: 不十分である（nadequate performance） [6]
- -3: 適切ではない（unacceptable performance） [6]

## 学校委員会
すべての学校に学校委員会が設置されており、7名の親、教師2名、生徒の代表2名から構成されている。この委員会の目的は、自治体が定めた目標と枠組みの中で、種々の活動を取り決め、率いることである。

## 教師向け情報センター
国内のすべての地域に教師向けの情報センターが配置されている。また多くの自治体ではメディアセンターも開かれている。これらのセンターでは、本の貸出しの他、教材の情報提供、展示会、メディアワークショップなどが開催されている。